# Ngựa lùn Fell
Ngựa lùn Fell là một giống ngựa đa năng, năng động, có nguồn gốc từ miền bắc nước Anh ở Cumberland và Westmorland (Cumbria) và Northumberland. Nó ban đầu được nuôi trên các trang trại ở tây bắc nước Anh, và được sử dụng với vai trò một giống ngựa cưỡi. Loài này có liên quan chặt chẽ với giống ngựa có liên quan về góc độ địa lý là ngựa Dales, nhưng có kích thước nhỏ hơn và nhiều đặc điểm của giống ngựa lùn. Ngựa ngựa Fell được chú ý vì sự cứng rắn, nhanh nhẹn, sức mạnh và sự vững chân.

## Lịch sử giống
Ngựa con Fell có cùng nguồn gốc của với ngựa Galloway hiện đã tuyệt chủng và cũng là gốc rễ của ngựa Dales. Người ta tin rằng nó có nguồn gốc từ biên giới giữa Anh và Scotland, có lẽ là thời kỳ trước thời La Mã. Hiệp hội Ngựa lùn Fell không đưa ra tuyên bố nào về bất kỳ điều gì về vấn đề về việc giống ngựa được cho rằng được giao phối với ngựa giống vốn là ngựa chiến La Mã du nhập.
Trong những cuốn sách về giống đầu tiên, 50% ngựa thuộc giống màu được màu nâu, mặc dù trong vài thập kỷ qua, màu đen đã trở thành chiếm ưu thế, tiếp theo là nâu, hồng và xám. Ngựa giống này đa số là những con ngựa năng động, giỏi chịu đựng, cứng rắn và thông minh cho phép chúng sống và phát triển mạnh trong điều kiện khắc nghiệt trên những vùng đầm lầy ở Lake District.